# Операция «Калат»
Операция «Калаат» (ивр. מבצע קלעת‎, также называемая «Операция Йосеф») — рейд, проведенный силами бригады Голани против Королевства Иордания в ответ на вторжение, совершенное с территории Королевства. Операция была проведена в ночь на субботу 29 апреля и завершилась утром 30 апреля 1966 года. Операция проводилась одновременно с операцией «Альфа» в Хирбет-Рафате на юге горы Хеврон.

## Предыстория
11 апреля 1966 года в районе Эйн-Яхав в Арабе были заложены два взрывных устройства. Одно взрывное устройство вывело из строя водяной насос на плантации фиников фермы, а второе взрывное устройство взорвалось под водным транспортером на дороге Арава. Спустя две недели, 25 апреля 1966 года, члены ФАТХ совершили диверсии в трех жилых домах, насосной и овчарне в поселении Бейт-Йосеф в долине Бейт-Шан, в результате взрывов пострадала пара жителей поселения. Четкие следы террористов в резиновых ботинках вели к иорданской деревне Калат. Во время движения по следам была найдена записка на арабском языке, которая гласила: «Это наше очередное благословение, чтобы пожелать вам праздника вашей мнимой независимости, герои встречи („Фатх“)». Иорданцы, в отличие от предыдущих раз, отказались принять просьбу Израиля и продолжить проверять дороги внутри своей территории. Спустя три дня, 28 апреля, на дороге Арад — Масада был подбит военный грузовик.
После этих диверсионных терактов ЦАХАЛ получил разрешение от премьер-министра Леви Эшколя на проведение операции против деревни Калат, в сторону которой было общее направление следов, а также была определённая информация о члене ФАТХ, проживающем в одном домов и о других домах коллаборационистов.
В то же время было подтверждено привлечение парашютно-десантной бригады для операции «Альфа», для рейда на Хирбат-Рафат на юге горы Хеврон недалеко от полицейского участка Роджом аль-Мадфа, где были найдены следы террористов, руководи вших операцией по взрыву на дороге Арад-Масада.
Цель операции в Калате заключалась в том, чтобы проникнуть в деревню, взорвать пять домов в деревне Калат, в том числе дом Мохтара и дом человека из «Аль-Фатх», причинив при этом вред людям из «Аль-Фатх» и тем коллаборационистам, имена которых будут установлены.

### Место операции
- К западу от деревни Калат на возделанной и хорошо обводненной территории было несколько оросительных каналов.
- Расстояние от реки Иордан до села 2 км по прямой
- Полицейский участок Гешер Шейх Хусейн 1,5-2 км к юго-западу от Калата
- Тель-Арбейн, к востоку и рядом с деревней Калат, где обычно размещается подразделение Иорданского легиона.
- Деревня Залмия, в 2,5 км от деревни, где дислоцировался штаб роты с безоткатными орудиями и минометами

## Описание операции

### Силы и задачи
Задачи оперативных сил были следующими:
- Отряд А — 44 бойца из батальона «Ха-Бокъи́м ха-ришо́н» (51-й батальон), среди них два отделения «Эгоз» и семь бойцов из патрульной бригады, под командованием генерал-майора Майкла Пайкса (пал в Шестидневной войне в битва, состоявшаяся в Абу-Торе в Иерусалиме) — совершит набег и взорвет выбранный дом и два дома рядом с ним.
- Сила В — 24 истребителя под командованием подполковника Моше (Гроберта) Гата, генерал-майора «Гидеона» (13-й батальон) — направится к деревне Калат, совершит налет и взорвет дом «Аль-Фатха» и обезопасить район операции баррикадами вблизи дороги, ведущей в Ирбид и в другом направлении к Шейху Хусейну и Замалии.
- Отряд С — 8 солдат под командованием командира роты — будет обеспечивать переправу через водный канал, который находится к западу от села и проходит с севера на юг.
- Сила D — две дивизии, взвод тяжелых пулемётов и взвод пулемётов Браунинг M1917 под командованием Габриэля Бараши и майора Барака (12-й батальон) — займут плацдарм на переправе через Иордан, примерно в 4 км восточнее Хамадии, и обезопасят переправу в Иорданию.
- 5-й отряд — 2 отделения противотанковых стрелков, отделение 81-мм минометов для освещения, 2 отделения тяжелых пулемётов и отделение пулемётов Браунинг под командованием командующего бригадой Голани на территории Израиля — предназначен для помощи и парализует полицию короля Хусейна, если они откроют огонь [1].
- Отряд 6 — пехотная рота под командованием майора Моше Шафи, командира военного училища — спасательного отряда в Хамедии.
- В составе рейдовой группировки будет мобильная пехотная бригада под командованием бригадного генерала Шломо Альтона и ещё один резервный отряд из 8 бойцов.
- Артиллерия — батарея 155-мм орудий 403-го дивизиона будет расположена на гребне Звезды Духов и будет находиться в режиме ожидания для ведения огня по спасению или параличу батарей противника противобатарейной огневой деятельностью.
- Подкреплением — 4 танка — планировалось усилить район до рассвета, чтобы в случае необходимости парализовать полицию короля Хуссейна.
- ВВС — будут в режиме ожидания, чтобы атаковать и парализовать цели ночью с помощью искусственного освещения.

### Операция
- За день до операции ЦАХАЛ перекрыл дамбу на реке Иордан, чтобы вода в реке достигла берегов реки. На обратном пути вода накопилась, превысила лимит закрытия, вода даже дошла до бордюров[каких?]
- Отряд D пересек Иордан и приготовился обеспечить переправу.
- Остальные силы переправились через Иордан и двинулись в сторону села. Примерно в километре от села с востока доносились голоса на арабском языке. Выяснилось, что два местных жителя занимались ирригацией. Силовикам пришлось ждать 10 минут, пока местные жители не разошлись.
- Войска подошли к водоканалу примерно в 100 метрах к западу от села. Восточная переправа через канал была точкой разделения сил. Отряд B и отряд A пересекли канал по вершине небольшой дамбы и продолжили путь к месту назначения, а отряд C охранял переходы.
- Отряд В, пробравшийся между каналом и зарослями малины, попал в засаду. Боевики открыли по нему огонь и продолжили движение. Засада ответила неэффективным огнем, не задержавшим боевиков
- Выстрелы разбудили иорданцев и со стороны Тель-эль-Арбейна был открыт огонь по израильским войскам
- Отряд G присоединился и открыл огонь по полицейским. Точность поражения полицейских была достигнута отчасти за счет освещения района операции световыми бомбами. Поначалу никакой реакции со стороны сил полиции не последовало, но затем был открыт огонь из направлении вышки. Здание полиции было частично разрушено в результате обстрела из танка, в нём возник пожар
- Отряд А разделился на три направления через заросли малины. Когда они вышли на дорогу, из одного из домов был открыт огонь. Был открыт ответный огонь, парализовавший стрелка. Силовики ворвались в дом человека из ФАТХ, чтобы опознать его. Мужчина сопротивлялся и был ликвидирован. Позже его опознали по удостоверению личности.
- Прибывшее на место подкрепление из Тель-Арбейна было обстреляно рейдерами. Часть иорданских сил была уничтожена, а часть отступила.
- Отряд А подготовила дома к взрыву не раньше, чем их жители были эвакуированы. При этом было слышно, как в сторону домов с включенным светом приближалась машина. В неё бросили гранату. Дома были взорваны.
- На обратном пути иорданцы произвели ещё несколько выстрелов. Часть выстрелов была произведена в направлении боевых действий, часть — в сторону села.
- Отряд В при отступлении наткнулся на засаду и парализовал её.
- Войска перешли Иордан на территорию Израиля.
- Через пять минут после пересечения иорданский огонь прекратился.

Расписание
- 24:00 — Проникновение в деревню,
- 00:30 — Взрыв домов,
- 01:00 — Окончание отступления после взрыва,
- 01:45 — Возвращение в Израиль.

### Действия иорданцев
Иорданцы устраивали засады в поле; рейдеры попали в три из них.
Из деревни прозвучало несколько выстрелов.
Из полицейских участков Шейха Хусейна и Тель-эль-Арбайна велся легкий огонь.
2 безоткатных орудия были вывезли из полицейского участка шейха Хусейна; на ходу стреляли по израильским войскам.

### Результаты операции
- Потери израильских войск — 3 солдата легко ранены
- Потери иорданцев — 11 погибших: 4 солдата, 3 члена Национальной гвардии, 4 мирных жителя (вероятно, также в результате иорданского обстрела)
- Иорданские источники утверждали, что среди 11 погибших были также женщины и дети, а также погибли 2 мирных жителя, чья машина врезалась в место возле моста Шейха Хусейна.
- Абдель Хаким Амер, начальник штаба Объединённого арабского командования, посетил место инцидента. Во время этого визита иорданцы объявили, что им удалось отразить крупные израильские силы, которые пытались атаковать и занять полицейский участок на мосту Шейха Хусейна и взорвать Ярмухский канал. Иорданцы объявили, что Израиль потерял 37 человек убитыми и ранеными и что они оставили много техники на территории Иордании.
- Комитет по перемирию между Израилем и Иорданией осудил действия Израиля.
- Министр иностранных дел Израиля Абба Эбен был проинформирован на заседании кабинета министров о реакции прессы и радиослужб на Западе. По его словам, сообщения были по версии Израиля. Было подчеркнуто существование террористического движения, которое наносит ущерб безопасности жизни соседней страны через границу, и были освещены все инциденты, которые предшествовали военным действиям. Иордания через США признает существование организации ФАТХ и не хочет этого.